# Капітолійська вовчиця
Капітолійська вовчиця (лат. Lupa Capitolina) — етруська бронзова скульптура, за стилістичними ознаками тривалий час датовану V століттям до н. е. і нібито з античності збережувану в Римі. Радіовуглецевий та термолюмінісцентний аналіз скульптури змусили прийняти за найімовірнішу дату її створення 11-12 ст. Скульптура зображує (приблизно в натуральну величину) вовчицю, яка вигодовує молоком двох немовлят — Ромула і Рема, легендарних засновників міста. Вважається, що вовк був тотемом сабінів та етрусків, а статуя перенесена в Рим на знак злиття римлян з цими народами.

## Історія
Уперше Капітолійська вовчиця згадується в «Природничій історії» Плінія; за його словами, скульптура стояла на Римському форумі близько священного фігового дерева. Цицерон пише, що скульптура розташовувалася на Капітолійському пагорбі і одного разу була вражена блискавкою; також він згадує скульптуру «немовляти, харчується молоком вовчиці». З IX століття скульптура перебувала у Латеранському палаці та у церкві Сан Теодоро аль Палатіно до 1471 року. Чернець-літописець Бенедикт з Соракте (X століття) пише про «судилище, влаштованому в Латеранському палаці, в місці, що зветься [нерозбірливо], а інакше — Матір'ю римлян»; суди і страти «біля Вовчиці» згадуються аж до 1450 року. За розпорядженням Сікста IV статую перенесли в Палаццо деі Консерваторі (1473). Наприкінці XV століття були відлиті бронзові фігурки Ромула і Рема. Роботу приписують майстру Антоніо дель Поллайоло. Гравюра на дереві, що супроводжує видання популярного в середні століття збірки «Чудеса міста Рима» (лат. Mirabilia Urbis Romae, 1499), зображує Капітолійську вовчицю вже з хлопчиками.

За часів Беніто Муссоліні, Капітолійську вовчицю використовували як пропагандистський символ, що втілював прагнення фашистського режиму відродити Римську імперію. 1960 року зображення скульптури використали на плакатах й емблемі Олімпійських ігор що пройшли в Римі. Копії скульптури встановлені у США, Іспанії, Бразилії, Македонії, Румунії, Таджикистані, Швеції (в Міллесгардене (Стокгольм)) та інших країнах.

## Нові дослідження
2006 року Анна Марія Карруба (Anna Maria Carruba), спеціалістка з металургії, яка реставрувала Капітолійську вовчицю, оприлюднила свої висновки: на її думку, скульптуру не могли зробити раніше VIII—X століть. Річ у тому, що в античні часи не вміли відливати великі статуї цілком: їх робили по частинах, а потім зварювали. Вовчиця ж була виготовлена відразу і цілком. Питання часу її створення залишається відкритим.
Радіовуглецевий та термолюмінісцентний аналізи було проведено Університетом Саленто у лютому 2007 року. Хоча у липні 2008 року Ля Реґіна анонсувала, що результати аналізів чітко вказали на 13 століття проблема датування ще далека до вирішення. Офіційні результати на початок 2010 року ще не опубліковано.